# أحمد أباد (شيرنغ)
أحمد أباد (بالفارسية: احمدآباد) هي قرية تقع في إيران في قسم شیرنغ الریفي. يقدر عدد سكانها بـ 614 نسمة .